# Diffraction

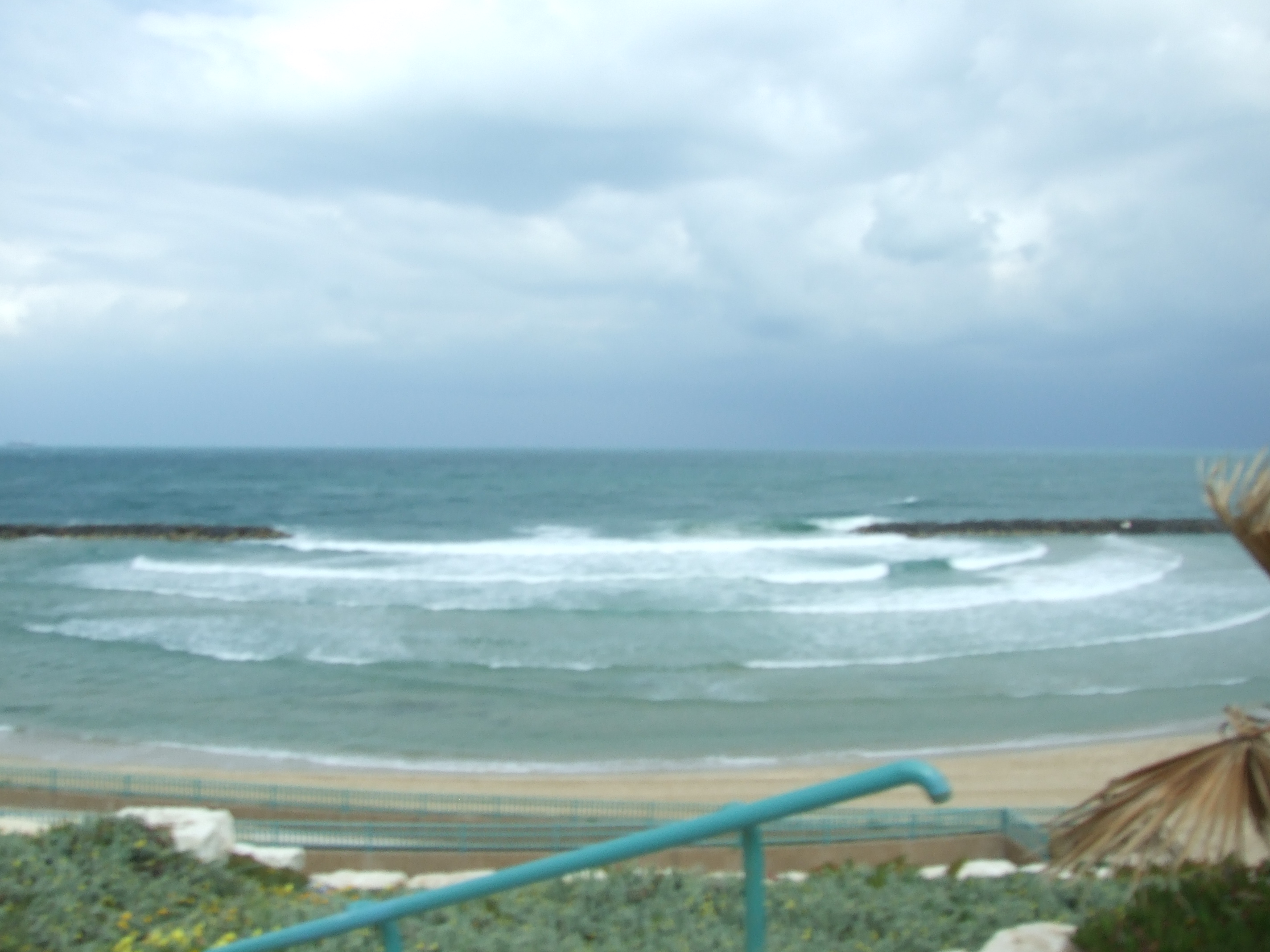
Après diffraction, les vagues/ondes sont circulaires, alors qu'elles étaient parallèles avant de passer par cette porte de diffraction.

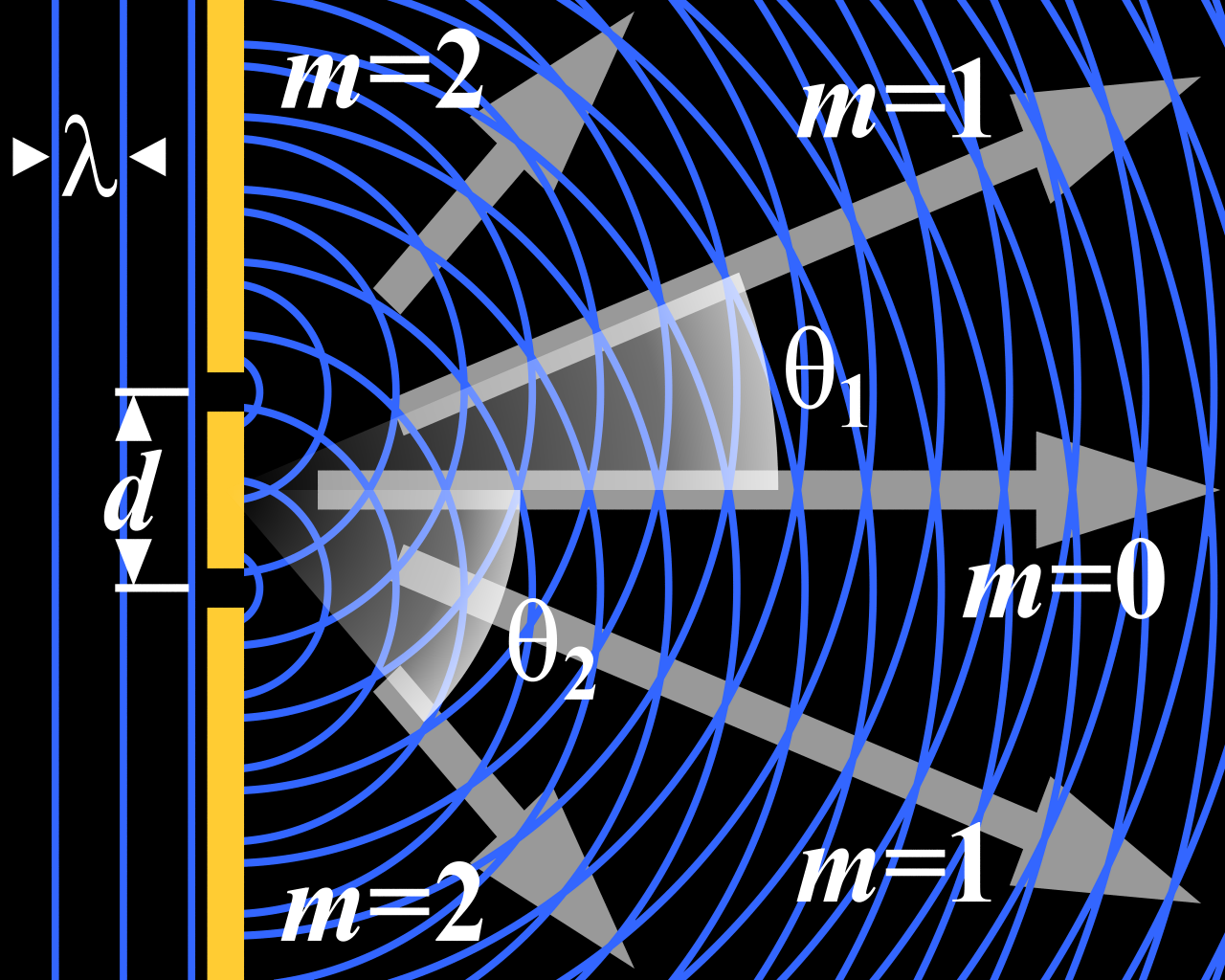
Phénomène d'interférences dû à la diffraction d'une onde à travers deux ouvertures.

La diffraction est le comportement des ondes lorsqu'elles rencontrent un obstacle ou une ouverture ; le phénomène peut être interprété par la diffusion d’une onde par les points de l'objet. La diffraction se manifeste par des phénomènes d'interférence.
La diffraction s’observe avec la lumière, mais de manière générale avec toutes les ondes : le son, les vagues, les ondes radio, rayons X, etc. Elle permet de mettre en évidence le caractère ondulatoire d'un phénomène et même de corps matériels tels que des électrons, neutrons, atomes froids.
Dans le domaine de l’étude des phénomènes de propagation des ondes, la diffraction intervient systématiquement lorsque l’onde rencontre un objet qui entrave une partie de sa propagation (typiquement le bord d'un mur ou le bord d'un objectif). Elle est ensuite diffractée avec d'autant plus d'intensité que la dimension de l'ouverture qu'elle franchit se rapproche de sa longueur d'onde : une onde type radio sera facilement diffractée par des bâtiments dans une ville, tandis que la diffraction lumineuse y sera imperceptible. Cette dernière commencera en revanche à se faire ressentir dans un objectif où elle imposera d'ailleurs une limite théorique de résolution.
Pour être mise en évidence clairement, la taille de l’élément diffractant que rencontre l’onde doit avoir une taille caractéristique relativement petite par rapport à la distance à laquelle l'observateur se place. Si l’observateur est proche de l'objet, il observera l’image géométrique de l’objet : celle qui nous apparaît habituellement. La diffraction des particules de matière, c’est-à-dire l'observation des particules de matière projetées contre un objet, permet de prouver que les particules se comportent aussi comme des ondes,.
Plus la longueur d’une onde est grande par rapport à un obstacle, plus cette onde aura de facilité à contourner, à envelopper l’obstacle. Ainsi les grandes ondes (longueurs d'onde hectométriques et kilométriques) peuvent pénétrer dans le moindre recoin de la surface terrestre tandis que les retransmissions de télévision par satellite ne sont possibles que si l’antenne de réception « voit » le satellite.
Concernant l’approche calculatoire, deux méthodes peuvent être utilisées. Premièrement, on peut considérer que chaque surface élémentaire de l’objet émet une onde sphérique proportionnelle à cette surface (principe de Huygens-Fresnel), et on somme (ou on intègre) la contribution de chaque surface. Deuxièmement, pour expliquer totalement la figure de diffraction, on utilise la théorie de Kirchhoff.
La notion d'interférence prend toute son ampleur lorsque l’objet a une structure périodique (réseau). Dans ce cas, l’objet peut être représenté comme une cellule élémentaire répétée à intervalles réguliers. Le résultat de l’onde est alors la superposition — l’interférence — des ondes diffractées par les différentes cellules (la cellule unitaire étant elle-même composée de points qui diffusent chacun l’onde). C’est ce phénomène qui cause l'irisation par un cédérom.
Dans l’approche du phénomène, on a donc deux niveaux d’interférence : la cellule unitaire (diffraction par une seule cellule), et entre les cellules (diffraction de l'objet complet).

## Historique
D'un point de vue historique, certains phénomènes causés par diffraction ont été observés dès le XIVe siècle par le physicien et mathématicien Kamal al Din al Farisi, qui les décrit dans son traité "révision de l'optique" où il commente et approfondit le Traité d'optique de Alhazen. En effet, selon une thèse de 1994, en étudiant la couleur à travers les barbes des plumes des oiseaux, ou l'iridescence de certains nuages, Kamal al din al Farisi met en évidence la diffraction de lumière en l'interprétant pour la première fois comme un phénomène ondulatoire.
La diffraction proprement dite a été découverte avec la lumière en 1660,, par Francesco Maria Grimaldi,, (1618-1663). Sa découverte n'a été publiée qu'en 1665, dans son Physico-mathesis de lumine, coloribus et iride,. Son comportement ondulatoire fut théorisé par Huygens, puis étudiée par Fresnel et Fraunhofer à la suite des expériences de Young (fentes de Young).
Pour des raisons historiques on distingue encore la diffraction des interférences, alors que ces deux comportements dérivent de la nature ondulatoire d'un phénomène et ne vont pas l'un sans l'autre : il n'y a pas de diffraction sans interférences.
La réciproque n'est pas vraie, il existe des interférences sans diffraction dans le cas des interférences par division d'amplitude, notamment par coin d'air, en produisant des anneaux de Newton ou avec  l'interféromètre de Fabry-Pérot.

## Approche théorique
L'origine de la diffraction est la nature ondulatoire du phénomène et pour l'aborder il faut donc en théorie remonter à l'équation d'onde. On peut montrer qu'une bonne approximation de la solution d'un problème de diffraction est donnée par le principe de Huygens-Fresnel dans certaines conditions bien précises (approximation paraxiale, c'est-à-dire l'observation à relativement grande distance par rapport aux dimensions de l'obstacle). Ce principe est fondé sur l'idée qu'on peut considérer chaque point d'un front d'onde comme une source secondaire et que l'onde observée un peu plus loin est le résultat des interférences entre ces sources ponctuelles. Une telle vision des choses est rendue possible grâce à la linéarité de l'équation d'onde.
L'optique de Fourier est le domaine qui traite du comportement ondulatoire de la lumière à travers un système de lentilles et d'ouvertures dans l'approximation paraxiale. Pour simplifier les calculs, on utilise souvent la notion de produit de convolution.

## Exemples de phénomènes de diffraction

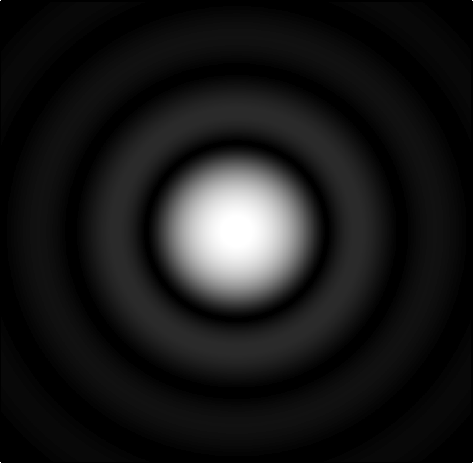
Diffraction par un trou circulaire.

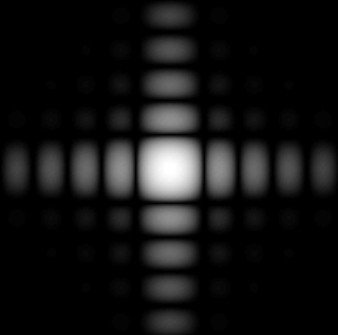
Diffraction par un trou carré.

Exemple typique en mécanique des fluides : vagues pénétrant dans un port en contournant une jetée.
Exemples typiques en acoustique :
- trompes des alarmes allongées verticalement (permet la diffusion du son horizontalement) ;
- les portes presque fermées laissent quand même passer un haut niveau sonore : diffraction par l’entrebâillement.

Exemples typiques en optique :
- phénomène de moiré ;Diffraction. Effet de moiré obtenu par la superposition de deux trames de rideaux.

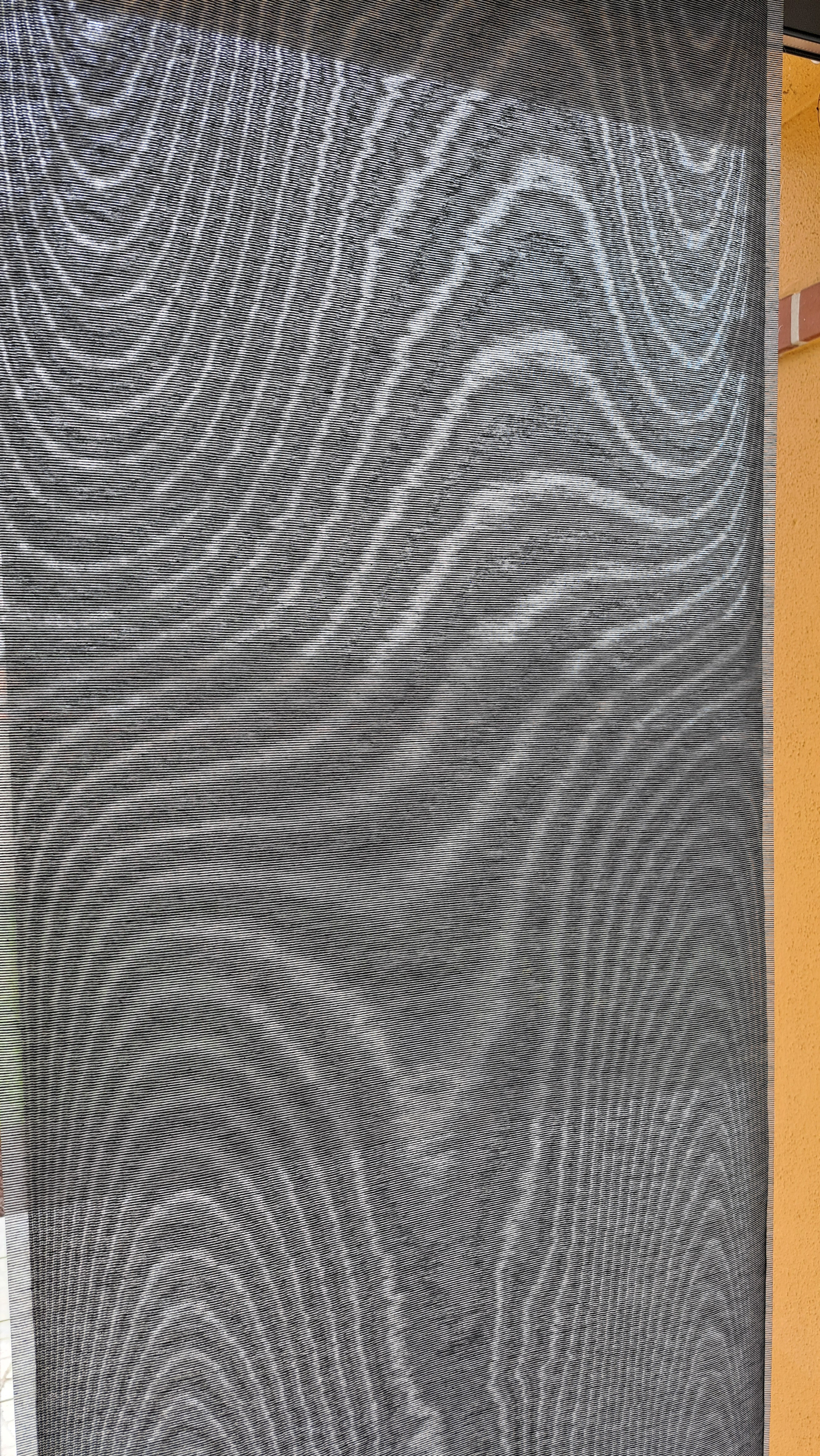
Diffraction. Effet de moiré obtenu par la superposition de deux trames de rideaux.

- diffraction par un trou circulaire (tache d'Airy), qui limite la résolution des instruments d'optique : microscopes, des télescopes et des lunettes astronomiques ;
- diffraction par une fente ;
- diffraction par deux trous ou deux fentes (trous d'Young ou fentes de Young) ;
- limitation de la taille des défauts visibles en microscopie optique ;
- réseau de diffraction optique, utilisé en particulier pour décomposer la lumière en spectroscopie.

Exemples typiques avec d'autres rayonnements, en particulier en cristallographie :
- diffraction de rayons X (DRX) ;
- diffraction de rayons gamma ;
- diffraction de neutrons ;
- diffraction d'électrons en microscopie électronique en transmission (MET) ;
- lignes de Kikuchi en microscopie électronique à balayage (méthode EBSD) ;
- spectrométrie par analyse dispersive en longueur d'onde (WDS, wavelength dispersion spectrometry).